# Csávoly
Csávoly là một thị trấn thuộc hạt Bács-Kiskun, Hungary. Thị trấn này có diện tích 47,42 km², dân số năm 2010 là 1891 người, mật độ 40 người/km².